# Retrato de Susanna Lunden

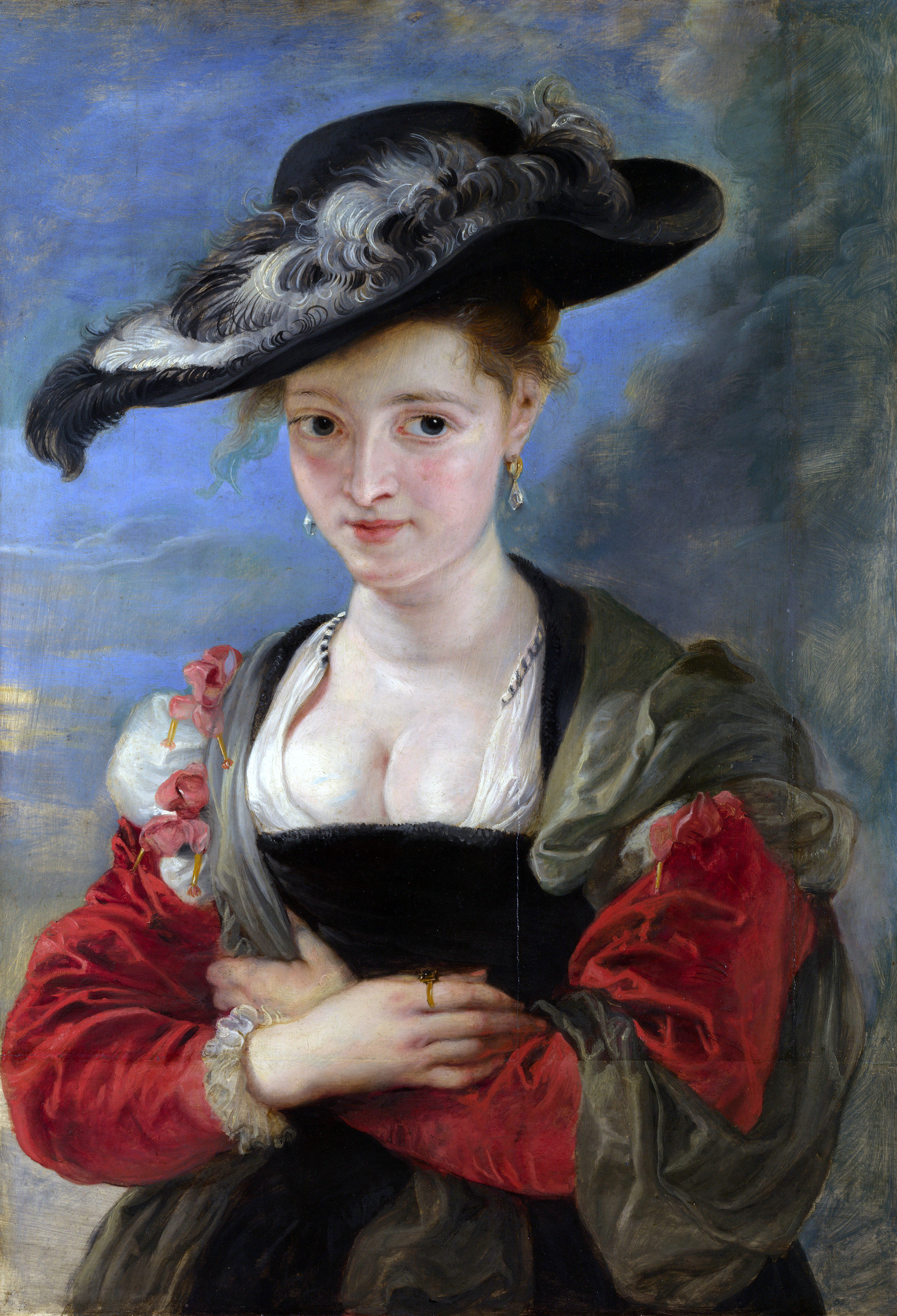
Peter Paul Rubens, Retrato de Susanna Lunden(?), llamado El sombrero de paja.

Retrato de Susanna Lunden, llamado Le chapeau de paille (El sombrero de paja, en español), es una pintura de Pedro Pablo Rubens, en la Galería Nacional de Londres. Fue probablemente pintado alrededor de 1622-25.
La retratada es probablemente Susanna Lunden, de soltera Fourment (1599-1628), la hermana mayor de la segunda esposa de Rubens, Helena Fourment. Si la identificación es correcta, el retrato probablemente data de la época del matrimonio de Susanna con su segundo marido, Arnold Lunden, en 1622. El anillo en su dedo significaría pues que la pintura es un retrato de matrimonio .
El retrato fue plasmado en un grabado en 1823 por Robert Cooper (activo en 1795-1836). Por entonces,  adquirió el nombre de Le chapeau de paille, el cual describe erróneamente en francés el sombrero como de "paja" (paille). Un boceto del cuadro de Rubens (ca. 1823-24) por J. M. W. Turner (1823-24) se encuentra en el Tate.

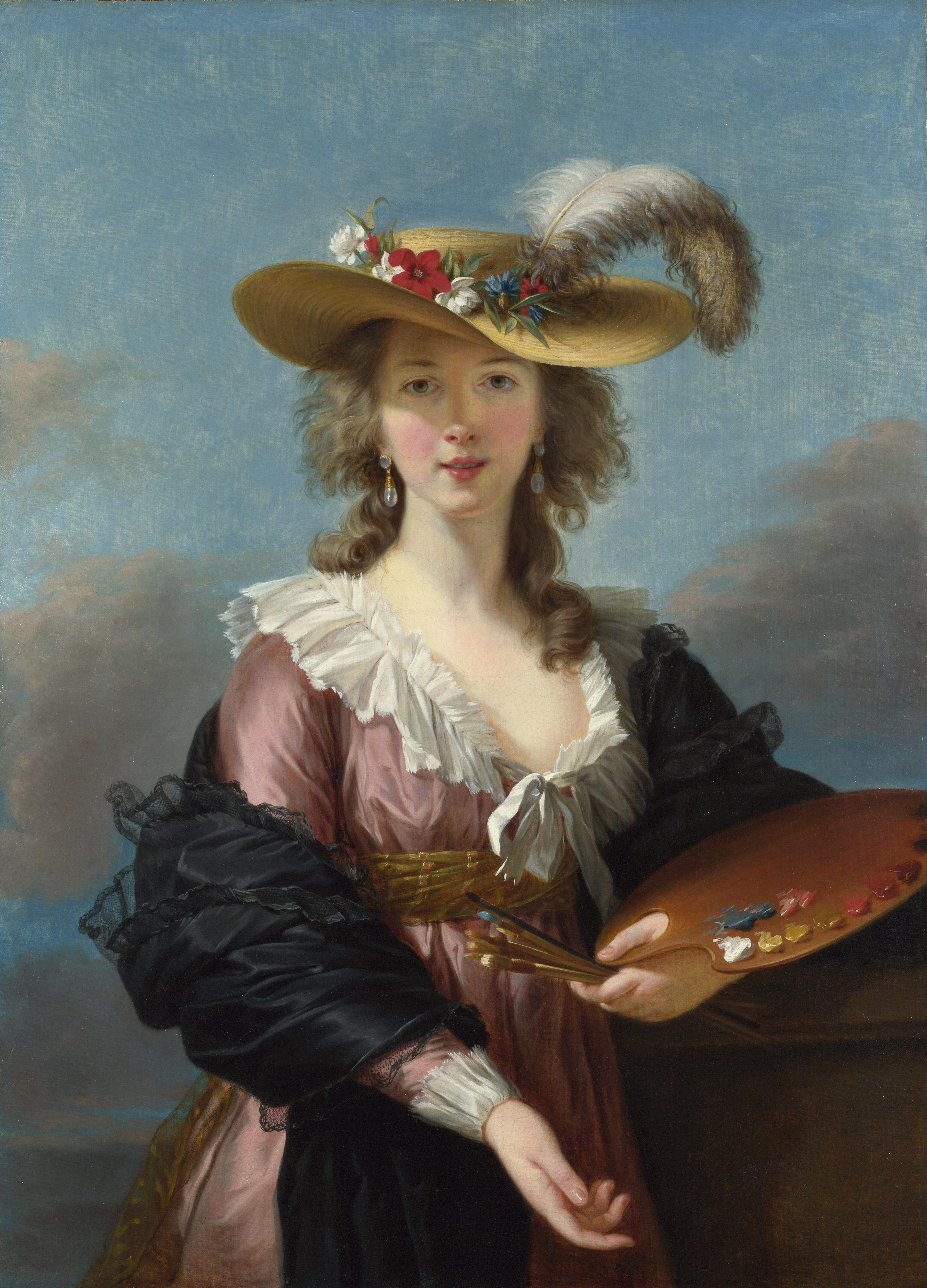
Élisabeth Vigée Le Brun, Autorretrato con sombrero de paja, 1782.

En 1781, Élisabeth Vigée Le Brun y su marido visitaron Flandes y los Países Bajos, lo que le inspiró a pintar Autorretrato con sombrero de paja (1782), una "imitación libre" del retrato rubensiano.